# Fusinus ferrugineus
Fusinus ferrugineus is een slakkensoort uit de familie van de Fasciolariidae. De wetenschappelijke naam van de soort is voor het eerst geldig gepubliceerd in 1960 door Kuroda & Habe.